# Sianhala
Sianhala  è una città e sottoprefettura della Costa d'Avorio appartenente al dipartimento di Kouto. Conta una popolazione di 27 076 abitanti (censimento 2014).